# Der Dichter und diese Zeit

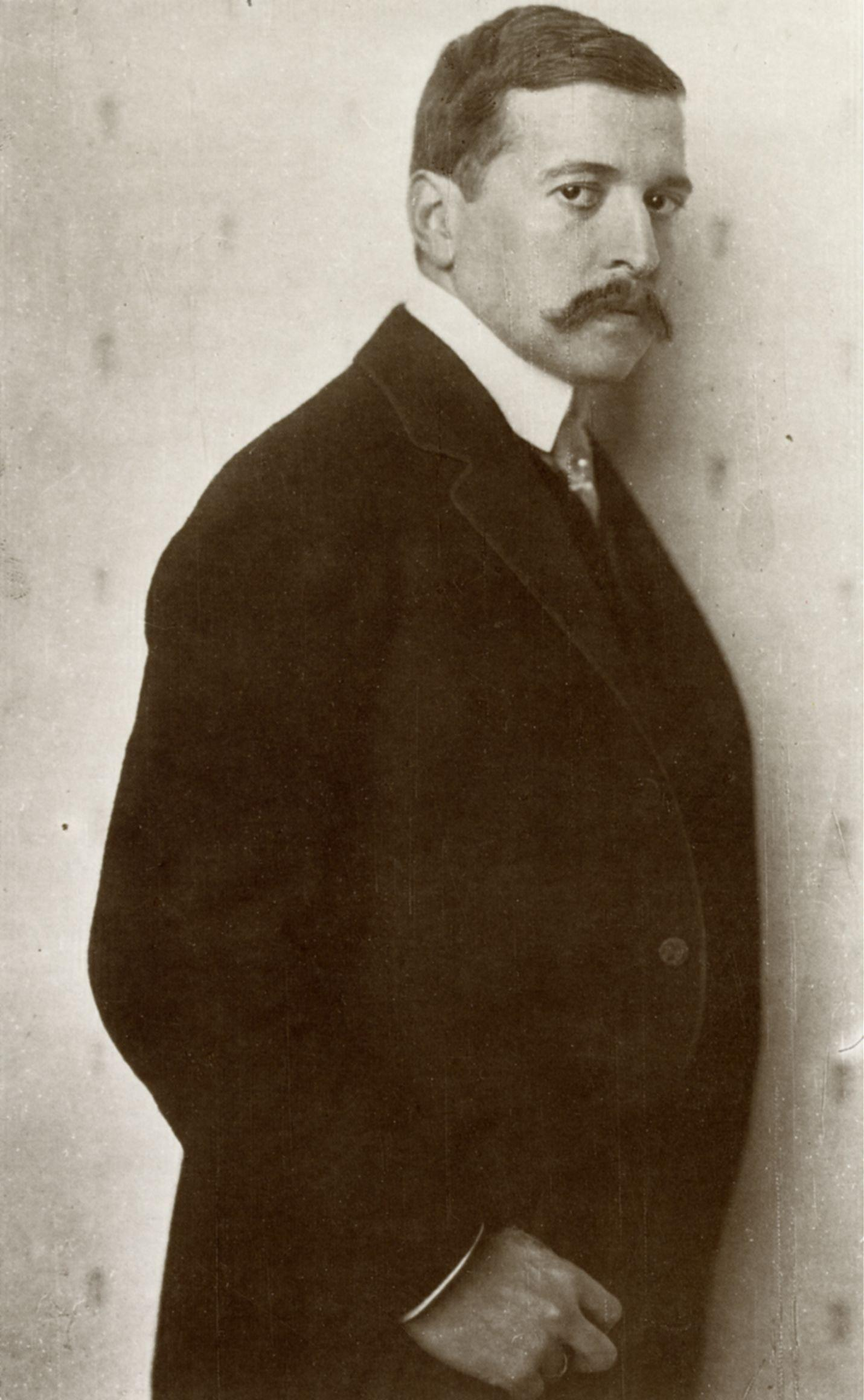
Hugo von Hofmannsthal 1910 auf einer Fotografie von Nicola Perscheid.

Der Dichter und diese Zeit ist der Titel eines Vortrages, den Hugo von Hofmannsthal Ende 1906 in München, Berlin und Frankfurt hielt. Der Erstdruck erfolgte im März 1907 in der Neuen Rundschau in Berlin, die erste Buchausgabe erschien im selben Jahr im S. Fischer Verlag. 
Die Rede markiert einen Wendepunkt in Hofmannsthals Entwicklung, indem sie seine erste ausdrücklich zeitkritische Stellungnahme enthält. Einige Kritiker sahen in ihr ein Äquivalent zur späten Schrifttumsrede.

## Inhalt
Gleich zu Beginn versagt Hofmannsthal sich einer Philosophie der Kunst, zu der ihm sowohl die Mittel wie die Absicht fehlten.
Er beschreibt ambivalente Tendenzen und Widersprüche, die sich für ihn in vielen Bereichen seiner Zeit zeigen und die er antithetisch hervorhebt. 
Der Begriff des Dichters selbst, den der Zuhörer in sich trage und in dem etwas aus dem 19. Jahrhundert mitschwinge, scheint für Hofmannsthal nicht deutlich abgrenzbar zu sein. Werke von Menschen, die man nicht so bezeichnen würde, entbehren bisweilen nicht des Dichterischen, während die Werke unzweifelhafter Dichter häufig „nicht frei von undichterischen Elementen“ seien.
Man lebe in einer Zeit, in der „alles zugleich da ist und nicht da ist“ und die voller Dinge ist, „die lebendig scheinen und tot sind, und voll von solchen, die für tot gelten und höchst lebendig sind.“ 
Die Zeit ist für ihn „bis zur Krankheit voll unrealisierter Möglichkeiten und zugleich...starrend von Dingen, die nur um ihres Lebensgehaltes willen zu bestehen scheinen und die doch nicht Leben in sich tragen.“ 
Den repräsentativen Dingen fehle es „an Geist, den geistigen an Relief.“
Das Lesen als maßlose Gewohnheit und Krankheit erscheint als Zeitphänomen, das die unstillbare Sehnsucht ausdrückt, Poesie zu genießen und sich von ihr bezaubern zu lassen. Gerade durch das Fieberhaft-Wahllose des Lesens offenbart sich für Hofmannsthal eine beachtenswerte Lebenshandlung. Wo sie suchen, finden sie auch, geführt vom Dichter, der das mächtige Geheimnis der Sprache kennt und aus dem Verborgenen eine Welt regiert.
Der Dichter lebt auf diese seltsame Weise im Haus der Zeit wie der heilige Alexius von Edessa, mit offener Seele für die Dinge der Welt, wenn auch „unter der Stiege, wo alle an ihm vorüber müssen... im Dunkel, bei den Hunden; fremd und doch daheim; als ein Toter, als ein Phantom im Munde aller... als ein Lebendiger gestoßen von der letzten Magd.“

## Hintergrund und Rezeption
Obwohl Hofmannsthal die Rede später ablehnte, kann sie als wichtige poetologische Reflexion betrachtet werden, die auch wegen ihrer umstrittenen Aufnahme interessant ist. So priesen Rainer Maria Rilke und Ernst Bertram den Vortrag, während Rudolf Borchardt ihn zurückwies. Auch die Bezüge zu Hofmannsthals früher Dramatik und zum Chandos-Brief sowie die geistige Verwandtschaft seines Bildes vom Dichter als Seismograph mit John Keats’ Idee vom Dichter ohne Identität sind erstaunlich.
Der antithetische Aufbau seiner Beschreibung – etwa der Dinge, die lebendig scheinen und doch tot sind – ist für Hermann Rudolph keine bloß formale Überspitzung, sondern ein Mittel, die Welt als eine verkehrte zu interpretieren. Nach dieser Deutung ist es dem zeitkritischen Einzelnen möglich, eine paradoxe Lage zur Wirklichkeitsdeutung als legitim zu postulieren.

### Textausgaben
- Hugo von Hofmannsthal: Gesammelte Werke in zehn Einzelbänden, Band 8: Reden und Aufsätze I, Fischer, Frankfurt 1979, ISBN 3596221668.

### Sekundärliteratur
- Hermann Rudolph: Kulturkritik und konservative Revolution. Zum kulturell-politischen Denken Hofmannsthals und seinem problemgeschichtlichen Kontext, Tübingen 1970